# Ferrán García-Oliver
Ferrán García-Oliver García [también Ferran Garcia-Oliver Garcia] (Beniopa, 1957) es un historiador y escritor español, doctor en Historia y catedrático de Historia Medieval en la Universidad de Valencia.
Miembro del consejo de redacción de la revista L'Espill, García-Oliver ha publicado la novela La veu d'Odiló (2004) y las obras de no ficción Oc (1989), París particular (1993) y Per espaiar la malenconia (1995), además de numerosos trabajos de investigación. En 2003 publicó La vall de les sis mesquites, un estudio sobre el trabajo y la vida durante el medievo en la localidad de Valldigna. Con el dietario escrito entre 2004 y 2005, El vaixell de Genseric, ganó el Premio Carles Rahola de ensayo en 2006. En 2015, dentro de los Premios Octubre, se alzó con el Premio Joan Fuster de Ensayo con la obra Nació, ancestres i ADN.